# Мадридский кодекс

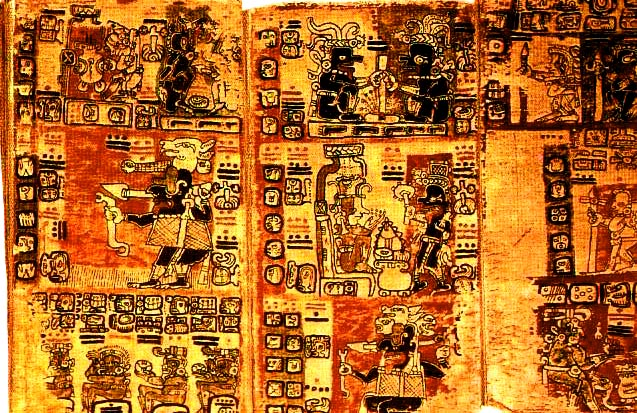
Страницы мадридского кодекса

Мадридский кодекс (лат. Codex Tro-Cortesianus или лат. Troano Codex) — один из четырёх сохранившихся кодексов майя относящихся к эпохе доколумбовых цивилизаций. Этот памятник письменности майя датируется постклассическим периодом мезоамериканской хронологии (ок. 900–1521 гг). Хранится в Музее Америки в Мадриде. Однако, из-за хрупкости оригинала, в музее выставлена фотокопия кодекса.

## Описание
Кодекс представляет собой полосу из аматовой бумаги (полученной из коры фикуса), сложенную гармошкой. Бумага покрыта тонким слоем штукатурки, который и служил писчей поверхностью.
Длина рукописи 6 метров. Она состоит из 56 листов, расписанных с обеих сторон, составляющих 112 страниц. Мадридский кодекс является самым длинным из выживших старинных рукописей майя.
Рукопись состоит из двух отдельных частей: часть Troano, названная так в честь своего первоначального владельца Хуана Тро и Ортолано (исп. Juan Tro y Ortolano), составляет 70 страниц (22–56 и 78–112), а часть Cortesianus, названная в честь Эрнана Кортеса – оставшиеся 42 страницы (1–21 и 57–77). Примерные размеры страниц составляют 23.2 на 12.2 см.

## Содержание
Мадридский кодекс представляет собой что-то вроде пособия для жрецов — он указывает, в какой день и каким богам нужно совершать жертвоприношения. В основе кодекса — астрономические и календарные таблицы, по которым жрецы предсказывали часы появления на небе планет. Кодекс, главным образом, состоит из альманахов и предсказаний, помогающих священникам майя в исполнении их церемоний и божественных ритуалов. Старинная рукопись также содержит астрономические таблицы, хотя их и меньше, чем в других выживших рукописях майя. Часть содержания, вероятно, была скопирована с более старых книг майя. Включено в рукопись и описание Новогодней церемонии.
Мадридская рукопись стилистически однородна, что позволило Ко и Керру предполагать, что это была работа одного писца. Более глубокий анализ иероглифических элементов показывает, что для его создания было привлечено несколько писцов, возможно, восемь или девять. Так руке каждого писца принадлежит отдельный раздел кодекса. Религиозное содержание рукописи заставляет полагать, что сами писцы, вероятно, были жрецами.
В Мадридском кодексе изображены ритуалы, такие как человеческие жертвы и призыв ливня, а также повседневные действия, такие как пчеловодство, охота, война.

## Происхождение
Некоторые ученые, такие, как Майкл Ко и Джастин Керр, предположили, что Мадридский кодекс был написан уже после испанского завоевания полуострова Юкатан, но имеющиеся доказательства определенно свидетельствуют о его более древнем происхождении. Кодекс, вероятно, был создан на Юкатане. Язык, используемый в документе, относится к семье юкатанских языков (включающих в себя юкатекский, лакандонский и мопанский языки, а также язык ица). Эти языки распространены, в том числе в низменных штатах Чьяпас, Белиз и в департаменте Петен в Гватемале. Джон Эрик Томпсон считал, что Мадридский Кодекс происходит из западного Юкатана и датируется между 1250 и 1450 годами н.э. Другие ученые напротив отмечали, что кодекс стилистически похож на фрески, найденные в Чичен-Ице, Майяпане и в местах на восточном побережье, таких как Санта-Рита, Танка и Тулум. Два фрагмента бумаги на первой и последней страницах кодекса содержат испанское письмо, этот факт заставил Томпсона предположить, что испанский священник приобрел документ в Тайясале в Петене.

## Открытие
Кодекс был обнаружен в Испании в 1860-х годах; он был разделен на две части разного размера, которые были найдены в разных местах. Кодекс называется Tro-Cortesianus по названиям своих частей. Ранний майянист Леон де Рони обнаружил, что оба фрагмента были частью одной и той же книги.
Более крупный фрагмент, кодекс Troano, был опубликован с ошибочным переводом в 1869-1870 годах французским ученым Шарлем-Этьеном Брассёром де Бурбуром. Он обнаружил документ в коллекции Хуана де Тро и Ортолано, профессора испанской палеографии, в Мадриде в 1866 году и впервые идентифицировал его как книгу майя. Право собственности на кодекс Troano было передано Национальному археологическому музею Мадрида в 1888 году.
Житель Мадрида Хуан де Паласиос пытался продать меньший фрагмент, кодекс Cortesianus, в 1867 году. Национальный археологический музей Мадрида приобрел кодекс у коллекционера книг Хосе Игнасио Миро в 1872 году. Миро утверждал, что недавно приобрел кодекс в Эстремадуре. Эстремадура – провинция откуда происходили Франсиско де Монтехо и многие его конкистадоры, а также и Эрнан Кортес, завоеватель Мексики. Один из этих конкистадоров, возможно, привез кодекс в Испанию. Директор Национального археологического музея Мадрида назвал кодекс Cortesianus именем Эрнана Кортеса, предположив, что он сам привез кодекс в Испанию.